# Río Futaleufú
El río Futaleufú (también conocido como Grande[cita requerida]) es un cauce fluvial, catalogado como río, alimentado por lagos del parque nacional Los Alerces en la provincia del Chubut, Argentina, atraviesa la cordillera de los Andes hacia Chile, desembocando en el lago Yelcho. Pertenece a la cuenca del río Yelcho que se extiende por 11600 km² entre ambos países: 6788 km² al este y 3900 km² al oeste del límite internacional.

## Trayecto
En Argentina, sus crecientes están embalsadas desde 1976  para el aprovechamiento de la represa hidroeléctrica Futaleufú con el embalse Amutui Quimey, que provee la energía eléctrica para la planta de aluminio Aluar en Puerto Madryn. El embalse se encuentra a 481 m s. n. m. y, a su vez, dentro del parque nacional Los Alerces, y nace de los aportes de varios arroyos y ríos como el Huemul y el Frey. Además, a su vez la cuenca incluye los lagos Futalaufquen, Rivadavia y Cholila.
Luego del parque nacional, el río recibe los aportes de los ríos Corintos, Percey y Nant Y Fall, entre otros cursos de agua menores, en una zona con un amplio valle producto del antiguo lecho del Lago 16 de Octubre. A partir de ahí, el río presenta alta sinuosidad, observándose meandros encajados y al menos un nivel de cajones glacifluviales. También, recibe pocos afluentes como el río Baggle y pasa cerca de la localidad de Los Cipreses.
Cruza la frontera hacia Chile entre los hitos 14 y 15 del límite internacional (en la zona del paso fronterizo homónimo), y sigue hacia el oeste por hasta arribar al Lago Yelcho. El cual luego continúa a través del río Yelcho hasta el Océano Pacífico.
Además, en este tramo, también se ha propuesto tres embalses para hidroelectricidad, que cerraría el libre caudal final del río en un futuro. Esta represa, sería construida por la empresa Endesa a finales de 2012 y tendría una capacidad total de 1367 MW siendo, en la región patagónica, sólo superada por HydroAysén.

## Caudal y régimen
Las curvas de variación estacional en la frontera muestran los mayores caudales en los meses de invierno, pero también un leve aumento en los meses del deshielo.

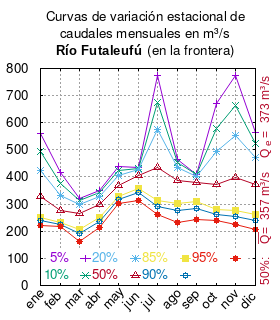
Curvas de variación estacional del río Futaleufú en la frontera.

El caudal del río (en un lugar fijo) varía en el tiempo, por lo que existen varias formas de representarlo. Una de ellas son las curvas de variación estacional que, tras largos periodos de mediciones, predicen estadísticamente el caudal mínimo que lleva el río con una probabilidad dada, llamada probabilidad de excedencia. La curva de color rojo ocre (con {\displaystyle {\color {Red}\vartriangle }}) muestra los caudales mensuales con probabilidad de excedencia de un 50%. Esto quiere decir que ese mes se han medido igual cantidad de caudales mayores que caudales menores a esa cantidad. Eso es la mediana (estadística), que se denota Qe, de la serie de caudales de ese mes. La media (estadística) es el promedio matemático de los caudales de ese mes y se denota {\displaystyle {\overline {Q}}}. 
Una vez calculados para cada mes, ambos valores son calculados para todo el año y pueden ser leídos en la columna vertical al lado derecho del diagrama. El significado de la probabilidad de excedencia del 5% es que, estadísticamente, el caudal es mayor solo una vez cada 20 años, el de 10% una vez cada 10 años, el de 20% una vez cada 5 años, el de 85% quince veces cada 16 años y la de 95% diecisiete veces cada 18 años. Dicho de otra forma, el 5% es el caudal de años extremadamente lluviosos, el 95% es el caudal de años extremadamente secos. De la estación de las crecidas puede deducirse si el caudal depende de las lluvias (mayo-julio) o del derretimiento de las nieves (septiembre-enero).

## Historia
Futaleufú en mapudungún significa gran río o río grande (fütra lhewfu/ḻewfu).
El río le da su nombre al Departamento Futaleufú de la provincia del Chubut, en Argentina, y a la comuna chilena de Futaleufú ubicada en la X Región de Los Lagos, en la Provincia de Palena.
Luis Risopatrón lo describe en su Diccionario Jeográfico de Chile de 1924:
Futaleufu (Rio) 43° 20' 72° 00'. Tiene sus nacimientos en las vecindades de la colonia arjentina Dieziseis de Octubre, corre hacia el W i corta la línea de límites con la Arjentina en un sitio en que el rio tiene a veces 250 m de ancho, entre riberas bajas arenosas, cubiertas de coliguales i de monte, en el que abundan los árboles secos, jeneralmente cedros; continúa hacia el SW, con estrechuras de hasta 15 a 20 m de ancho, entre murallas escarpadas, a las que siguen ensanchamientos, uno de los cuales se encuentra en la desembocadura del rio Quila Seca, cubierto de una vejetacion de estraordinaria espesura, compuesta de quilas secas, robles i maitenes. Sucede a ésta una nueva estrechura de 8 m de ancho, limitada por altos peñascos, en la que el rio se precipita en un salto de 4 m de altura, precedido i seguido por otros de la misma magnitud; el rio se ensancha después hasta 100 m, entre bonitas llanadas, con riberas de bosques de coihues, muermos, lumas, canelos, laureles, raulíes i mañíus, las que caen con barrancos abruptos al rio, en un valle de 2 a 3 kilómetros de ancho. Se presentan enseguida estrechuras de 20 a 30 m de anche, de escarpadas pendientes, desnudas de vejetacion i un nuevo ensanchamiento, con siete islas de distintas dimensiones; después del codo vuelve al NW. corre con agua cristalina i escasa corriente, en la que se ha medido 10,9 °C de temperatura, siendo 12,8 °C la de aire, en un lecho de 150 m de ancho, en un amplio terreno aluvial, entre riberas bordeadas de maitenes, con robles, tiques i cedros i concluye por vaciarse en el estremo SE del lago Velcho, tributario del rio de este nombre. 120, p. 149 i 382 i siguientes; 134; i 156.

## Población, economía y ecología
La cuenca del Futaleufú es una zona turística muy importante en la región y el río se conoce por sus aguas azules del deshielo de los glaciares. Atrae rafters y kayakers de todo el mundo. También es un río reconocido por la práctica de la pesca con mosca. Además del turismo, las principales actividades económicas son la ganadería, los productos forestales y la pesca (de la trucha y el salmón del Pacífico, entre otras especies) que son realizadas en ambos lados de la frontera.

## Galería
|                                                |
| Entrada al Cajón de Infierno del río Futaleufú |

|                                               |
| Complejo Hidroeléctrico Futaleufú (Argentina) |

|               |
| Vista del río |

|                    |
| Otra vista del río |